# پو و هون
 پو و هون

hun

در چین باستان، اعتقاد بر این بود که روح (soul)، دارای دو جوهر مجزا از هم است،
یعنی انسان دو نفس دارد، که یکی هون (hun) و دیگری (پو) پئو (p’o) است.
پو (پئو) (p’o)، نفس مادون یا نفس جسمانی (حیوانی) است، که عهده‌دار وظایف جسمانی و مادی می‌باشد.
و این نفس پو (p’o) همان، کندهٔ نتراشیده بدو تولد است که در روند رشد و تجربه های زندگی شکل می‌گیرد.
هون hun))، نفسبرتر یا معنوی تلقی می‌شود، که نقش اصلی‌اش انجام وظایف معنوی و روحانی است؛ و بعد از مرگ ، به آسمان عروج می‌کند.